# Єлець — Кременчук — Кривий Ріг
Єлець — Кременчук — Кривий Ріг — частина транзитного газопроводу з хабу на Росії на Балкани.
У середині 1980-х років розпочали створення системи трубопроводів, основною метою якої було постачання сибірського газу на Балкани із газотранспортного хабу у м.Єлець Липецької області, куди подавався ресурс від Ямбурзького родовища. Розпочинав цей маршрут трубопровід Єлець — Кременчук — Кривий Ріг, що поставляв газ як до вихідної точки газопроводу Кременчук — Ананьїв (далі Ананьїв — Ізмаїл), так і у центральний промисловий район України, через який до того ж проходить другий коридор балканського напрямку Шебелинка-Кривий Ріг-Ізмаїл.
Введення в дію цього газопроводу було синхронізоване зі спорудженням інших згаданих вище об'єктів балканського напрямку та припало на 1986 рік. Його діаметр складає 1400 мм, робочий тиск 7,5 МПа.
На трасі створили ряд потужних компресорних станцій, як то: КС Курськ, цех № 4, обладнаний п'ятьма установками ГПА-Ц-16 загальною потужністю 80 МВт;
- КС Ромненська, цех № 3 (введена в експлуатацію у 1987 р.), обладнана шістьма установками ГПА-10-01 з газотурбінними двигунами ДР-59Л та одним ГПА-10МН70 із двигуном ДН-70Л;
- КС Зіньківська (введена в експлуатацію у 1987 р.), обладнана сімома установками ГПА-10-01 з газотурбінними двигунами ДР-59Л;
- КС Решетилівська (введена в експлуатацію у 1987 р.), обладнана сімома установками ГПА-10-01 з газотурбінними двигунами ДР-59Л;[4]
- КС Задніпровська (від неї бере початок газопровід Кременчук — Ананьїв — Богородчани).

В 2010-х роках Росією було анонсовано намір спорудження газопроводів в обхід України для постачання країн Балканського регіону (спочатку «Південний поток», потім «Турецький поток»). У випадку реалізації цих планів обсяги транспортування газу через Єлець — Кременчук — Кривий Ріг можуть радикально скоротитись.